# Chocielewko
Chocielewko (deutsch Mackensen) ist ein Dorf in der polnischen Woiwodschaft Pommern.

## Geographische Lage
Das Dorf liegt in Hinterpommern, etwa acht Kilometer westlich der Stadt Lauenburg in Pommern. Südlich des Dorfes fließt von Ost nach West die Leba, von der westlich des Dorfes der Brenkenhofkanal nach Norden abzweigt.

Chotzlow, Kirchdorf, westlich von Lauenburg in Pommern, auf einer Landkarte von 1910.

Nachbarorte sind im Nordwesten Żelazkowo (Karolinenthal) und im Norden Redkowice (Rettkewitz).

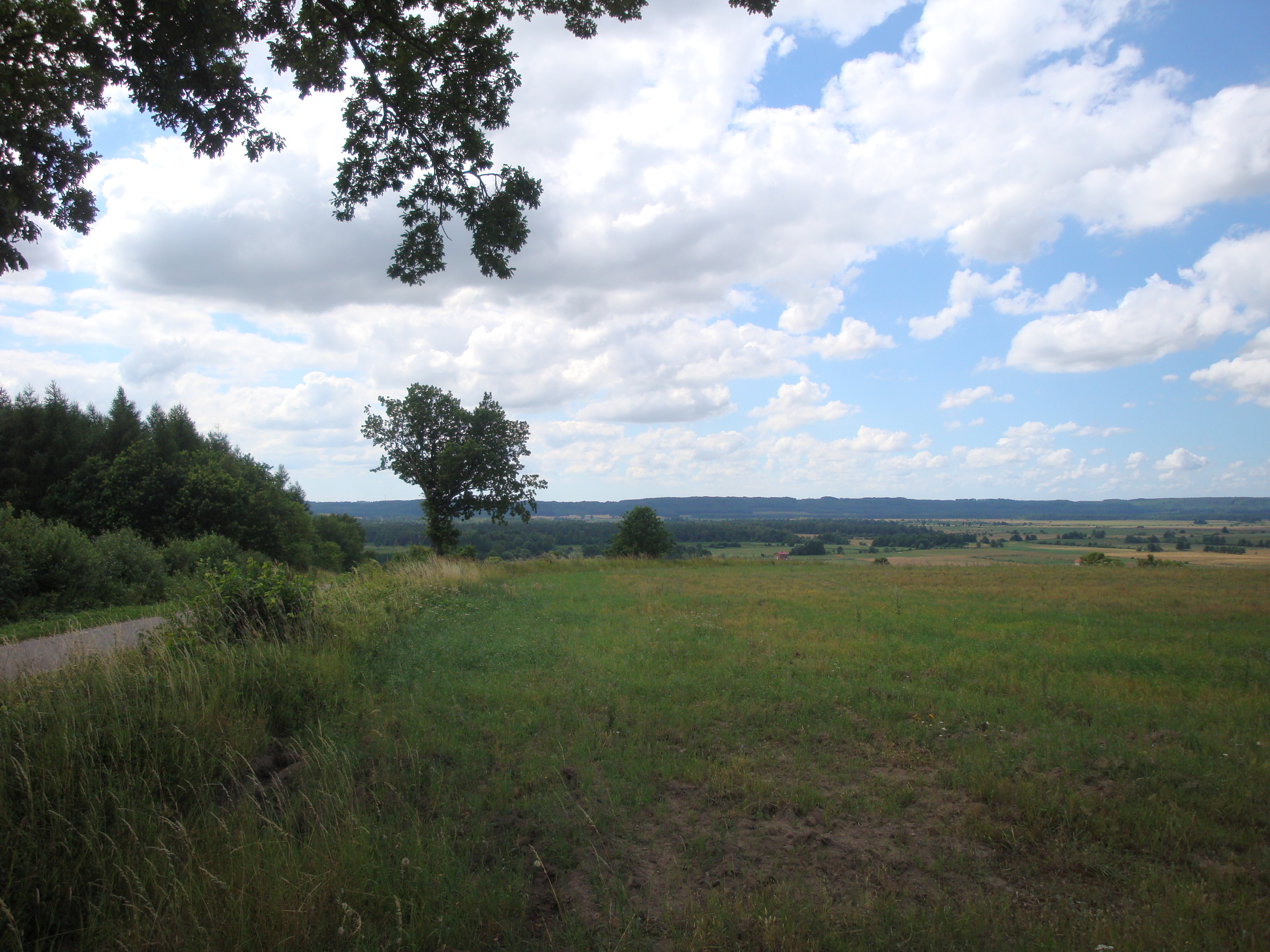
Umgebung des Dorfs (2010)

## Geschichte
Das Dorf wurde 1915 durch Zusammenfassung der bisherigen Orte Chotzlow (im Westen) und Vitröse (im Osten) zu einer Landgemeinde gebildet. Diese neue Landgemeinde erhielt den Namen Mackensen nach dem Generalfeldmarschall August von Mackensen.
Der Ort Chotzlow wurde erstmals im 14. Jahrhundert erwähnt. Seit dem 16. Jahrhundert erschien er im Besitz der adligen Familie Pirch.
Der Ort Vitröse (früher Viterese oder Witorese) wurde erstmals 1402 erwähnt, auch er stand früher im Besitz der Familie Pirch.
1912 wurden die Güter in Chotzlow und Vitröse aufgesiedelt und hierbei 69 Bauernstellen eingerichtet. Die 1915 gebildete Landgemeinde Mackensen hatte im Jahre 1939 545 Einwohner, sie gehörte vor 1945 zum Landkreis Lauenburg i. Pom. der preußischen Provinz Pommern des Deutschen Reichs.
Gegen Ende des Zweiten Weltkriegs besetzte im Frühjahr 1945 die Rote Armee die Region. Bald darauf wurde Mackensen zusammen mit ganz Hinterpommern von der Sowjetunion der Volksrepublik Polen zur Verwaltung überlassen. Anschließend begann in Mackensen die Zuwanderung polnischer Zivilisten, von denen die einheimischen Dorfbewohner aus ihren Häusern und Wohnungen gedrängt wurden. Das Dorf wurde unter dem polonisierten Ortsnamen Chocielewko verwaltet. In der darauf folgenden Zeit wurden die einheimischen Dorfbewohner von der polnischen Administration aus Mackensen vertrieben.

### Demographie
| Jahr | Einwohner | Anmerkungen                                 |
| ---- | --------- | ------------------------------------------- |
| 1925 | 631       | davon 607 Evangelische und zwölf Katholiken |
| 1933 | 545       | [ 3 ]                                       |
| 1939 | 548       | [ 3 ]                                       |

Im Jahr 2008 wurden 525 Einwohner gezählt, im Jahr 2011 546 Einwohner.

## Kirche

### Dorfkirche

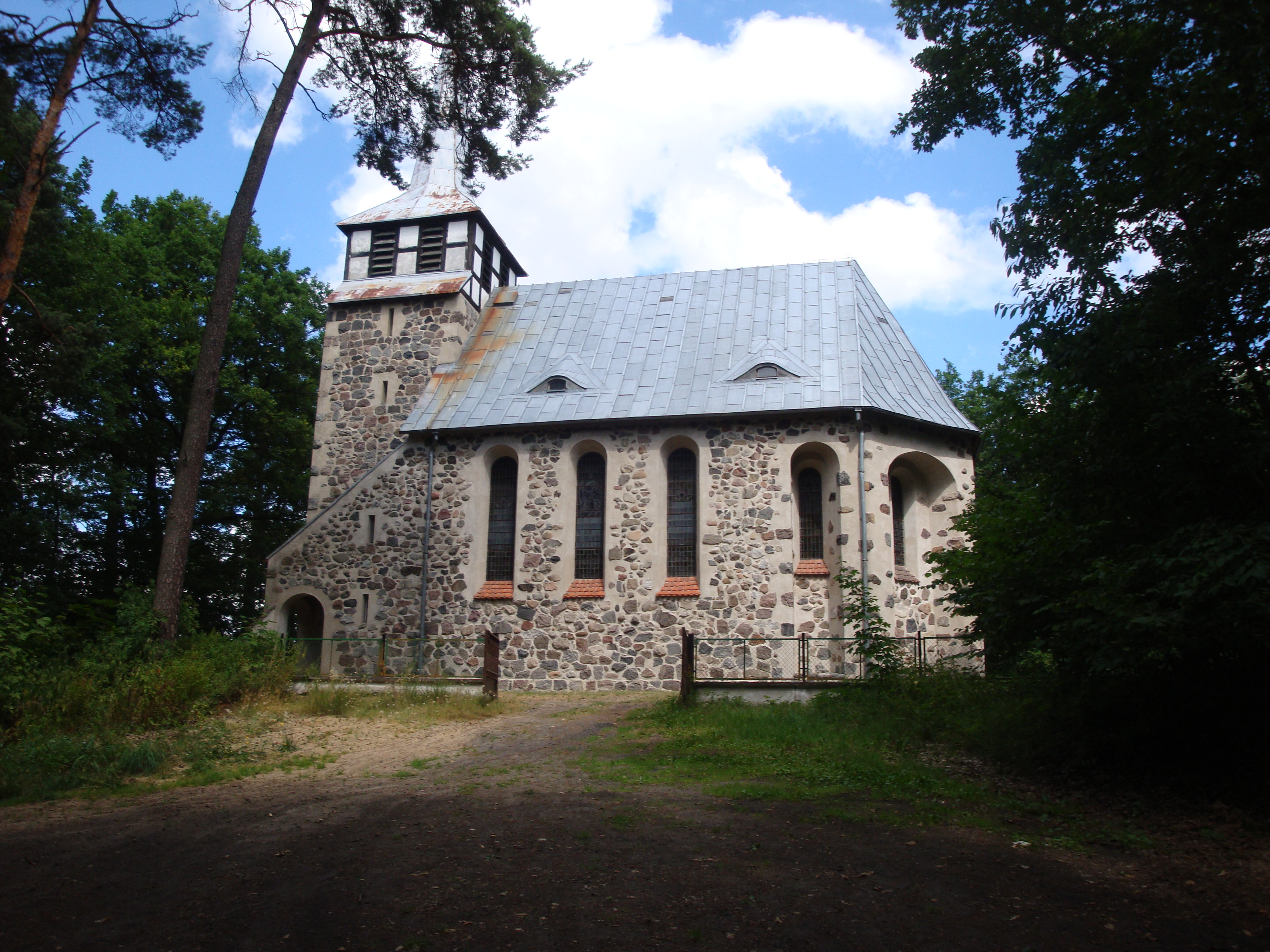
Dorfkirche (2010), in den 1920er Jahren als Gedächtniskirche der Heeresgruppe Mackensen errichtet, bis 1945 Gotteshaus der evangelischen Gemeinde Mackensen

Nach dem Ersten Weltkrieg wurde in Mackensen eine Feldsteinkirche als Gedächtniskirche der Heeresgruppe Mackensen errichtet und 1926 eingeweiht.
Nach dem Zweiten Weltkrieg wurde das evangelische Gotteshaus von der polnischen Administration zugunsten der Römisch-katholischen Kirche in Polen zwangsenteignet und vom polnischen katholischen Klerus ‚neu geweiht‘.

### Kirchspiel bis 1945
Die vor 1945 hier lebenden Einwohner waren mit wenigen Ausnahmen evangelisch. Die evangelischen Bewohner gehörten zum Kirchspiel Groß Jannewitz.
Das katholische Kirchspiel war in Lauenburg i. Pom.

### Polnisches Kirchspiel seit 1945
Die seit 1945 und Vertreibung der einheimischen Dorfbewohner anwesende polnische Einwohnerschaft ist größtenteils katholisch.

## Naturdenkmal
Im Dorf liegt ein drei Meter langer, 2,20 Meter breiter Findling, der Hexenstein.